# Saison 1954 de la NFL
Navigation
Édition précédente Édition suivante
La saison 1954 de la NFL est la 35e saison de la National Football League. Elle voit le sacre des Browns de Cleveland.

## Classement général
| Conférence Est         |      |      |      |        |          |            |
| Franchise              | Vic. | Déf. | Nuls | % vic. | Pts pour | Pts contre |
| Browns de Cleveland    | 9    | 3    | 0    | .750   | 336      | 162        |
| Eagles de Philadelphie | 7    | 4    | 1    | .636   | 284      | 230        |
| Giants de New York     | 7    | 5    | 0    | .583   | 293      | 184        |
| Steelers de Pittsburgh | 5    | 7    | 0    | .417   | 219      | 263        |
| Redskins de Washington | 3    | 9    | 0    | .250   | 207      | 432        |
| Cardinals de Chicago   | 2    | 10   | 0    | .167   | 183      | 347        |

| Conférence Ouest       |      |      |      |        |          |            |
| Franchise              | Vic. | Déf. | Nuls | % vic. | Pts pour | Pts contre |
| Lions de Détroit       | 9    | 2    | 1    | .818   | 337      | 189        |
| Bears de Chicago       | 8    | 4    | 0    | .667   | 301      | 279        |
| 49ers de San Francisco | 7    | 4    | 1    | .636   | 313      | 251        |
| Rams de Los Angeles    | 6    | 5    | 1    | .545   | 314      | 285        |
| Packers de Green Bay   | 4    | 8    | 0    | .333   | 234      | 251        |
| Colts de Baltimore     | 3    | 9    | 0    | .250   | 131      | 279        |

## Finale NFL
- 26 décembre 1954, à Cleveland devant 43 827 spectateurs, Browns de Cleveland 56 - Lions de Détroit 10